# 童雪梅
童雪梅（？年—），是中共党员，国家杰出青年科学基金获得者，上海交通大学医学院教授。

## 生平
1997年毕业于安徽师范大学生物科学专业。2006年在美国约翰霍普金斯大学获博士学位。2010年加入上海交通大学医学院，任细胞代谢研究组长。

## 学术贡献
主要从事肿瘤、脂肪肝和糖尿病等代谢性疾病的调控机制研究工作。在Nature Metabolism、Nature Immunology等期刊发表论文多篇。主持国家自然科学基金优秀青年科学基金、国家自然科学基金重点项目等科研项目多个。2024年获国家杰出青年基金项目资助。

## 家庭
- 丈夫：李斌，上海交通大学医学院特聘教授，国家杰出青年科学基金获得者[6]